# ADK Moderne Kaédi
ADK Moderne Kaédi ist ein mauretanischer Fußballverein aus Kaédi. Der Verein wurde 1965 gegründet und spielt momentan in der Ligue 1 Mauretanien.